# NASCAR Heat
NASCAR Heat é um jogo eletrônico de simulação de corrida de 2000 desenvolvido pela Monster Games para o PlayStation, Microsoft Windows e Game Boy Color. O jogo foi distribuído pela Hasbro Interactive e a versão para a PlayStation foi co-desenvolvida com a Digital Illusions CE. Embora tenha recebido boas críticas quando foi lançado, nunca alcançou o mesmo status de outros simuladores de corridas NASCAR.[carece de fontes?]

## Homenagens a pilotos falecidos
A edição original contém um tributo aos pilotos de NASCAR Adam Petty e Kenny Irwin, Jr., que morreram em acidentes separados durante um treino na New Hampshire Motor Speedway em 2000. A homenagem se dá num vídeo de abertura do jogo.[carece de fontes?]

## Complementos
Hoje em dia é possível adicionar novos carros e pistas. Há também a possibilidade de se jogar online, via internet, o que antes ocorria somente numa rede local.[carece de fontes?]